# María López García
María López García (Gijón, Asturias, 16 de febrero de 1990) es una jugadora de hockey sobre hierba española que juega en el Club de Campo Villa de Madrid de la División de Honor Femenina de Hockey Hierba.

## Biografía
Desde pequeña comenzó entrenando al hockey en el Real Grupo de Cultura Covadonga.  Tiempo después se trasladó al Centro de Alto Rendimiento de Madrid, donde compatibilizó sus entrenamientos con los estudios en Administración y dirección de empresas en la Universidad Complutense de Madrid.
Es capitana de la selección española de hockey sobre hierba, ha disputado más de 200 partidos internacionales con las RedSticks y entre otros logros, ha sido Medalla de Bronce en el Campeonato del Mundo de Londres 2018 y Medalla de Bronce en el Campeonato de Europa de Amberes 2019.
En 2017 disputó la Hoofdklasse hockey neerlandesa con el SV Kampong.   
Hasta la fecha ha ganado con el Club de Campo Villa de Madrid siete campeonatos de Liga Española (2011, 2012, 2014, 2015, 2017, 2019, 2021) y tres subcampeonatos (2013, 2016 y 2022), además de siete Copas de la Reina (2011, 2012, 2014, 2016, 2017, 2019, 2020 y 2022) y una vez subcampeona (2021).
A nivel internacional con el Club de Campo ha sido Subcampeona de Europa en la Euro Hockey League de 2021, medalla de bronce en el Campeonato de Europa A de clubes (2015), Campeona en el Campeonato de Europa B de clubes (2019), Subcampeona en el Campeonato de Europa B de clubes (2017) 
Reside en Madrid, en el centro de Alto Rendimiento.

## Participaciones en Juegos Olímpicos
- Río de Janeiro 2027 puesto 8.
- Tokio 2020, puesto 7.